# Theodor Schliephake
Friedrich Wilhelm Theodor Schliephake (publizierte unter F. W. Theodor Schliephake; * 28. April 1808 in Dörnten; † 8. September 1871 in Heidelberg) war ein deutscher Philosoph, Geschichtsschreiber und Hochschullehrer.

## Leben
Schliephake war Sohn eines Pfarrers. Er durchlief das Gymnasium in Wolfenbüttel und ging anschließend an die Universität Göttingen. In Göttingen hatte der Philosoph Karl Christian Friedrich Krause großen Einfluss auf ihn und seine Kommilitonen Hermann von Leonhardi sowie Heinrich Ahrens. Er verblieb an der Universität bis zu seiner Promotion zum Dr. phil. mit einer Dissertation über die Pythagoreische Philosophie. 1831 war er an der Göttinger Revolution beteiligt. Nach seiner Göttinger Zeit folgten Kunststudien in Dresden, darauf wurde er Lehrer; zunächst in Hanau, dann in Heidelberg.
Schliephake folgte 1837 einem Ruf als außerordentlicher Professor der Geschichte und Philosophie an die Universität Brüssel, wo er wieder auf seinen Studienfreund Ahrens traf. Bereits 1843 verließ er das akademische Umfeld wieder und leistete der Aufforderung Folge, Hauslehrer der Kinder aus zweiter Ehe des verstorbenen Herzogs Wilhelm von Nassau zu werden. Am Hof in Wiesbaden verblieb er bis 1856. In dieser Zeit wurde ihm der Titel Geheimer Hofrat verliehen. Es folgte dann eine Zeit als Direktor der Nassauischen Staatsarchive, was ihn an den Sitz des Zentralarchivs in Idstein führte.
Schliephake kehrte nach Heidelberg zurück, nachdem er 1857 einen Ruf auf eine außerordentliche Professur der Philosophie an der Universität Heidelberg erhielt. Die erhoffte ordentliche Professur blieb aufgrund einer starken Gegnerschaft aus. Dennoch war seine Lehre wohl beliebt, was sich auch bei seiner Beisetzung gezeigt haben soll.
Nach ihm wurde die Schliephakestraße in Frankfurt am Main benannt.

## Publikationen (Auswahl)
Philosophisch
- Die Grundlagen des sittlichen Lebens. Ein Beitrag zur Vermittlung der Gegensätze in der Ethik. C. W. Kreidel & Niedner, Wiesbaden 1855, OCLC 31137490 (Scan in Frakturschrift in der Google-Buchsuche).
- Einleitung in das System der Philosophie. C. W. Kreidel & Niedner, Wiesbaden 1856, OCLC 716731412 (Scan in Frakturschrift in der Google-Buchsuche).

Landesgeschichtlich
- Geschichte von Nassau, von den ältesten Zeiten bis auf die Gegenwart, auf der Grundlage urkundlicher Quellenforschung. 7 Halbbände, Kreidel, Wiesbaden 1866–1870, OCLC 32298559 (4. Bd. ediert und Bde. 5–7 bis 1889 fortgeführt von Karl Menzel):
  - Band 1, 1866, OCLC 32298559 (Scan in Frakturschrift in der Google-Buchsuche),
  - Band 2, 1867, OCLC 312968815 (Scan in Frakturschrift in der Google-Buchsuche),
  - Band 3, 1869, OCLC 312968834 (Scan in Frakturschrift in der Google-Buchsuche),
  - Band 4, 1875, OCLC 312968861 (Scan in Frakturschrift in der Google-Buchsuche).